# Glee: The Music, Volume 7
Glee: The Music, Volume 7 est la septième bande-originale issue de la série Glee. Elle est sortie le 6 décembre 2011 aux États-Unis. Elle reprend certaines chansons de la troisième saison, des épisodes 1 à 8.

## Liste des titres
1. You Can't Stop The Beat (Hairspray) (Lea Michele, Cory Monteith, Amber Riley, Jenna Ushkowitz, Kevin McHale et Chris Colfer)
2. It's Not Unusual (Tom Jones) (Darren Criss)
3. Somewhere (West Side Story) (Lea Michele et Idina Menzel)
4. Run The World (Girls) (Beyoncé Knowles) (Heather Morris et Naya Rivera)
5. Fix You (Coldplay) (Matthew Morrison)
6. Last Friday Night (TGIF) (Katy Perry) (Darren Criss, Harry Shum Jr. et Kevin McHale)
7. Uptown Girl (Billy Joel) (Curt Mega et les Warblers)
8. Tonight (West Side Story) (Darren Criss et Lea Michele)
9. Hot For Teacher (Van Halen) (Mark Salling)
10. Rumor Has It/Someone Like You (Adele) (Naya Rivera, Amber Riley et Heather Morris)
11. Girls Just Wanna Have Fun (Cyndi Lauper) (Cory Monteith, Kevin McHale, Damian McGinty)
12. Constant Craving (K.d. lang) (Naya Rivera, Idina Menzel, Chris Colfer et Lea Michele)
13. ABC (Jackson 5) (Jenna Ushkowitz, Harry Shum Jr, Chris Colfer et Dianna Agron)
14. Control (Janet Jackson) (Dianna Agron, Kevin McHale et Darren Criss)
15. Man In The Mirror (Michael Jackson) (Cory Monteith, Mark Salling, Darren Criss, Kevin McHale, Chord Overstreet et Harry Shum Jr.)